# 施泰因福特湖
53°22′43″N 12°29′20″E / 53.37861°N 12.48889°E
施泰因福特湖（德語：Steinfortsee），是德國的湖泊，位於該國東北部梅克倫堡-前波美拉尼亞州，由梅克倫堡湖區郡負責管轄，長0.3公里、寬0.2公里，面積0.04平方公里，海拔高度74米。